# Wilhelm Gimmler
Wilhelm Gimmler (* 13. Oktober 1890 in Kontschwitz; † 19. August 1963 in Hameln) war während des Zweiten Weltkriegs ein Nachrichtenoffizier der deutschen Wehrmacht, zuletzt im Rang eines Generalleutnants.

## Leben
Geboren im damals zum Deutschen Kaiserreich gehörenden Niederschlesien durchlebte er den Ersten Weltkrieg als Offizier des Deutschen Heeres, zuletzt (1918) im Rang eines Hauptmanns. Nach dem Krieg blieb er beim Militär und erlebte dort im Jahr 1928 die zunächst versuchsweise Einführung der neuen Rotor-Chiffriermaschine „Enigma“.
Im Jahr 1933 war er Major der Reichswehr und diente als Stabsoffizier bei der 7. Division in München, zuständig unter anderem für die Schlüsselverteilung der inzwischen offiziell eingeführten und routinemäßig verwendeten Schlüsselmaschine Enigma I. Dazu wurden geheime Schlüsseltafeln verteilt, die für jeweils einen Monat die täglich zu wechselnden Einstellungen der Maschine verzeichneten.
Gimmler war im Jahr 1937 zum Oberst befördert und nach Berlin versetzt worden. Dort fungierte er unter anderem als Ansprechpartner für die Chiffriermaschinen Gesellschaft Heimsoeth und Rinke (H&R) in Sachen der weiteren Verbesserung der Enigma-Maschine. Zu Beginn des Zweiten Weltkriegs (1939) war er Abteilungschef im Heereswaffenamt (WaA) und leitete dort die Nachrichtenabteilung (Wa Prw. 7).
Ab 1942, inzwischen zum Generalmajor aufgestiegen, war er verantwortlich für das Nachrichtenwesen bei der Heeresgruppe D und beim Oberbefehlshaber West. Im Sommer 1944 wurde er neuer Chef der Amtsgruppe Wehrmachtnachrichtenverbindungen (AgWNV) im Oberkommando der Wehrmacht, nachdem der vorherige Chef, Generalleutnant Fritz Thiele, als Teilnehmer am Unternehmen Walküre vom 20. Juli 1944 verhaftet und abgesetzt worden war. Zu seinen Amtshandlungen gehörte die Schaffung eines Sonderausschusses zur Überprüfung der Sicherheit der eigenen Schlüsselmittel, der in fünf Sitzungen zwischen August und Oktober 1944 unter anderem auch die Enigma-Maschine überprüfte. Für durchschlagende Verbesserungen war es aber inzwischen längst zu spät. Einer der Vorschläge war, die linke Walze alle 70 bis 130 Buchstaben von Hand zu verstellen. Ein Verfahren von nur geringem kryptografischem Wert, das in den letzten Tagen der Verwendung der Enigma als CY-Verfahren beim deutschen Heer ab 15. September 1944 eingeführt wurde.
Nach dem Krieg wurde Gimmler von alliierten Streitkräften verhaftet und vom TICOM ausführlich verhört. Im Juni 1947 wurde er freigelassen. Er starb im Alter von 72 Jahren.